# NGC 472
NGC 472 est une galaxie lenticulaire située dans la constellation des Poissons. NGC 472 a été découverte par l'astronome prussien Heinrich d'Arrest en 1862.

## Caractéristiques
Sa vitesse par rapport au fond diffus cosmologique est de 4 891 ± 24 km/s, ce qui correspond à une distance de Hubble de 72,1 ± 5,1 Mpc (∼235 millions d'al).